# The Tunnel (televisieserie)
The Tunnel is een Brits-Franse politieserie uit 2013, gebaseerd op de Deens-Zweedse serie The Bridge, over een seriemoordenaar die een slachtoffer achterlaat in het midden van de Kanaaltunnel, waardoor een Franse en een Britse rechercheur samen op de zaak gezet worden. Deze twee hoofdpersonages worden vertolkt door Clémence Poésy en Stephen Dillane.
De coproductie van het Britse Kudos en het Franse Shine in opdracht van BSkyB en Canal+ werd in januari 2013 bekendgemaakt. Beide partners hadden een even aandeel en leverden schrijvers, regisseurs en acteurs, met de dialogen zowel in het Engels als het Frans. De productiekosten bedroegen zo'n 15 miljoen Pond sterling. De opnames liepen tussen februari en augustus 2013 in voornamelijk Kent en de regio rond Calais.
In het Verenigd Koninkrijk ging de reeks op 16 oktober 2013 in première op de zender Sky Atlantic; op 11 november 2013 gevolgd in Frankrijk door Canal+. In Vlaanderen begon Vitaya de reeks vanaf 22 januari 2015 uit te zenden.

## Verhaal
Precies in het midden van de Kanaaltunnel wordt het doormidden gezaagde lijk van een vrouwelijk Frans parlementslid aangetroffen. Het bovenlichaam ligt op Frans grondgebied, het onderlichaam op het Britse. De Franse rechercheur Elise Wassermann en haar Britse collega Karl Roebuck worden samen op de zaak gezet. Ze hebben klaarblijkelijk te maken met een seriemoordenaar met sociaal-politieke motieven, die middels een Britse tabloidjournalist en een videowebsite zijn "vijf waarheden" wereldkundig maakt. De journalist doopt hem de "waarheidsterrorist", en al snel volgen er nog meer slachtoffers.

## Rolverdeling

### Brits
- Stephen Dillane als Karl Roebuck, de Britse rechercheur.
- Angel Coulby als Laura Roebuck, Karls tweede vrouw.
- Jack Lowden als Adam Roebuck, Karls tienerzoon uit zijn eerste huwelijk.
- Tobi Bakare als Chuks Akinade, Karls collega.
- Tom Bateman als Danny Hillier, de tabloidjournalist.
- Joseph Mawle als Stephen Beaumont, de sociaalwerker die illegalen helpt.
- Keeley Hawes als Suze Beaumont, Stephens drugsverslaafde zus en bejaardenhelpster.
- Liz Smith als Harriet Stone, de bejaarde vrouw die door Suze wordt verzorgd.
- Mia Goth als Sophie Campbell, het weggelopen tienermeisje.
- James Frain als John Summer, ex-collega van Karl.
- Hannah John-Kamen als Rosa Persaud.

### Frans
- Clémence Poésy als Elise Wassermann, de Franse rechercheur.
- Sigrid Bouaziz als Cécile Cabrillac, Elises vrouwelijke collega.
- Cédric Vieira als Philippe Viot, Elises mannelijke collega.
- Thibault de Montalembert als Olivier Pujul, Elises chef.
- Mathieu Carrière als Alain Joubert, de bankier.
- Jeanne Balibar als Charlotte Joubert, Alain Jouberts vrouw.
- Soufiane Guerrab als Yacine Cherfi